# Trigonostemon cherrieri
Espèce
Classification phylogénétique
Statut de conservation UICN

 CR B1ab(iii)+2ab(iii) : 
En danger critique
Trigonostemon cherrieri est une espèce de plantes à fleurs de la famille des Euphorbiaceae. C'est un arbuste endémique de la forêt sèche de Nouvelle-Calédonie et c’est la seule espèce du genre Trigonostemon en Nouvelle-Calédonie. Ce genre est connu en Asie. Le ricin, bien qu'appartenant au genre Ricinus, est une espèce assez proche.

## Description
L’arbuste a un feuillage dense et ressemble au niveau de la forme à une autre plante de la forêt sèche, Codiaeum peltatum. Le branchage a une forme contournée, un peu comme une liane ! La plante mesure 2 à 3 mètres de haut en général. L’écorce est plutôt lisse et claire, parfois avec des reflets tirant sur le rouge. Le feuillage est luisant et de couleur vert foncé. Les nervures sont plus claires que la feuille. Les feuilles mesurent 10 cm de long et 3 à 4 cm de large. Elles sont légèrement arrondies et plus larges aux extrémités. Les feuilles sont fines.

## Reproduction
Les fleurs sont très petites (4 à 5 mm de diamètre) et ont une corolle soudée de la forme d’un entonnoir auquel on aurait coupé le tube. Elles sont de couleur jaune clair. Elles sont rattachées aux branches par un long tube vert foncé de 1 cm de long. Les fruits sont rattachés à la plante par une longue tige, ce qui donne une allure de cerise à ces fruits pendants. Ils sont de couleur verte, même lorsqu’ils sont mûrs. Ils sont constitués de 3 coques qui éclatent lorsqu’ils sont mûrs et laissent échapper les graines. On peut voir sur le même arbre, des fleurs et des fruits. On ne connaît pas précisément la manière dont les graines germent.

## Place dans la forêt sèche de Nouvelle-Calédonie
Cet arbre est connu que d’un seul endroit en Nouvelle-Calédonie dans la région de Poya sur une parcelle d’une vingtaine d’hectares. Il a été découvert en 1990 par des chercheurs de l’IRD. En 1995, les autorités de la province Sud ont clôturé la zone où il pousse pour sauver l’espèce d’une probable disparition à court terme.

## Source
- (en) UICN : espèce Trigonostemon cherrieri Veillon, 1992 (consulté le 4 juin 2015)
- Trigonostemon cherrieri sur Endemia.nc